# Бончек (Поморське воєводство)
Бончек (пол. Bączek) — село в Польщі, у гміні Скаршеви Староґардського повіту Поморського воєводства.
Населення — 481 особа (2011).
У 1975-1998 роках село належало до Гданського воєводства.

## Демографія
Демографічна структура станом на 31 березня 2011 року:
|          | Загалом | Допрацездатний вік | Працездатний вік | Постпрацездатний вік |
| -------- | ------- | ------------------ | ---------------- | -------------------- |
| Чоловіки | 242     | 46                 | 177              | 19                   |
| Жінки    | 239     | 59                 | 140              | 40                   |
| Разом    | 481     | 105                | 317              | 59                   |